# إزرائيل وليامز
إزرائيل وليامز (بالإنجليزية: Israel Williams)‏ هو قاضي أمريكي، ولد في 1709، وتوفي في 1788.